# CatClàssica
CatClàssica va ser una emissora de ràdio per streaming de la Corporació Catalana de Mitjans Audiovisuals especialitzada en música clàssica.
Va començar a emetre el 18 de febrer de 2008, centrant-se en els intèrprets del mapa musical clàssic dels països catalans. La seva escolta es feia a través d'un portal propi que permetia que alhora es pogués consultar la portada del l'àlbum, llegir referències de les peces o accedir a notes biogràfiques dels autors. A més, oferia el servei d'escolta i descàrrega de l'arxiu de programes, agenda de concerts i web de notícies. La web va ser seleccionada com a finalista dels premis Prix Europa a la categoria de mitjans emergents al setembre de 2008 i una menció d'honor als premis Webby l'abril de 2009. Les emissions es varen aturar en algun moment entre l'estiu de 2018 i 2019.